# 阪神101形電車
阪神101形電車（はんしん101がたでんしゃ）は、かつて阪神電気鉄道が保有していた鉄道車両で、有蓋電動貨車である。当初は102形と称していた。

## 概要
102形は、1914年12月の貨物営業開始に合わせて、1形の総括制御改造に伴って捻出された台車及び電装品を組み合わせて、1915年1月から10月にかけて102 - 111の10両が梅鉢鉄工所で製造された。
車体は一般の電車とよく似た全長約12.3m、車体幅約2.2mの箱型車体で、側面窓配置はD5D5D、塗色は黒で側窓は板を白く塗ったものであり、両端の出入口は当時の主力車両である1形や51形同様扉は設けられていないが、中央に荷物扉を設けていた。前面は標準的な3枚窓で、トロリーポールの跳ね上がりを防ぐレトリバーを窓下に取り付けていた。積載重量は5tであったが、当初は7tで申請していた。
台車は1形が使用していたブリル27-G1を履き、モーターは出力33.6kWのWH-38-Bを4基搭載し、制御器はウェスティングハウス製直接制御器のWH-405Dを装備したほか、SM-3直通ブレーキを取り付けた。また、集電装置はダブルポールで、救助網は取り付けられていたが、連結器は装備していなかった。

## 変遷
これらの車両は就役後、主として定期貨物電車として使用された。貨物輸送そのものの収益はよくなかったが、沿線に魚崎や深江などの漁村を控え、そこで水揚げされた魚を大阪や神戸といった大都市に出荷するのに旅客電車を使うことに対し、混雑時には乗客から苦情が出てきたことから、別途専用の貨物電車を運行することとなった。インターアーバンでこのような貨物電車を計画・運行したのは後に登場した新京阪鉄道の魚菜車などに例が見られるほか、後年の近鉄大阪線の鮮魚列車や京成の行商専用車といった専用車も類似例であるといえる。
1928年には制御器を51形から捻出したGEのK-40Aに換装したほか、1929年に有蓋電動貨車と無蓋電動貨車との間で番号を揃えるため、111と101の番号交換を実施した。形式と車両番号は101形101 - 110となった。
1931年に貨物営業を廃止したことにより、109,110を廃車してその台車及び電装品を無蓋電動貨車の阪神111形電車114,115に流用した。1932年のパンタグラフ化に伴い、101~108の屋根中央にパンタグラフ(PT-11A)を取り付けたが、前後のポールをそのまま残したため、屋根上には集電装置ばかりが搭載されることとなった。
1933年には107,108が廃車されたほか、同年の神戸市内地下線開通に伴い、新設軌道線から併用軌道区間が消滅したことから、救助網が撤去された。
1936年には105,106を121形に改造されたほか、1938年に101が112やボギー散水車の69とともに併用軌道線への乗り入れが認可されたことにより、併用軌道線への乗り入れの際には再び救助網を取り付けるとともに、集電装置をポールに取り替えて入線した。
残った101~104は戦後まで在籍、101は車内に脱線復旧資材を積み込むなどして救援車代用となったほか、尼崎車庫の構内入換にも従事していた。102~104は休車状態で、51形の廃車体などとともに尼崎車庫の構内に留置されていたが、1953年3月に101ともども全車廃車された。